# Tjystiakove
Tjystiakove (ukrainska: Чистякове uttal (fil); ryska: Чистяково, Tjistiakovo) är en stad i Donetsk oblast i Ukraina med cirka 54 000 invånare (2021). Mellan 1964 och 2016 hette staden Torez efter den franske kommunistledaren Maurice Thorez.
Under de proryska protesterna i Ukraina 2014 intogs staden av proryska separatister. Den självutnämnda folkrepubliken Donetsk kallar fortfarande staden för Torez.
Staden grundades som Oleksiivka av bönder som rymt från livegenskap på 1770-talet och växte när kolbrytningen började på 1860-talet. År 1867 fick den sitt nuvarande namn.  Tjystiakove fick stadsrättigheter 1932 och under sovjettiden blev  staden centrum för elektroteknik och tillverkning av byggnadsmaterial.
Den 17 juli 2014 störtade Malaysia Airlines Flight 17 med 298 personer ombord i närheten av Tjystiakove efter att ha träffats av en rysk missil. Samtliga ombord omkom.